# اس‌اس ایالات متحده
اس‌اس ایالات متحده (به انگلیسی: SS United States) یک کشتی است. این کشتی در سال ۱۹۵۲ ساخته شد.